# PPSSPP
PPSSPP（“PlayStation Portable Simulator Suitable for Playing Portably”的缩写）是一个自由、开源、跨平台的PlayStation Portable（PSP）模拟器。相较于JPCSP等其他同类模拟器，PPSSPP更专注性能与可移植性的提升。
Henrik Rydgård，Dolphin模拟器的作者之一，创立了PPSSPP项目。PPSSPP于2012年11月1日推出，使用GNU GPLv2+许可发布。

## 特性
PPSSPP是高阶级模拟（HLE）程序，只模拟PSP的操作系统与内核。与低阶级模拟（LLE）程序模拟整机软硬件相比，高阶级模拟器对硬件的利用效率更高，且用户无需提供BIOS等文件。
PPSSPP支持即时存档，动态重编译（JIT），游戏DLC安装，与ad hoc无线网络对战。PPSSPP使用修改过的FFmpeg软件库解码PSP的多媒体文件以提高解码效率，并增加对索尼ATRAC3plus专有格式的支持。PPSSPP提供了数倍于PSP硬件性能的图形渲染能力，支持高分辨率渲染、抗锯齿、图像缩放、着色器支持及线性与各向异性过滤等画质增强功能。
PPSSPP移动平台的移植版为每个平台提供特制的功能。例如Android平台的“沉浸模式”，Symbian设备的多媒体按钮支持，与为BlackBerry 10方形屏幕设计的图像拉伸功能。但所有的移植版都支持加速度传感器、键盘、手柄等输入设备。

## 可移植性

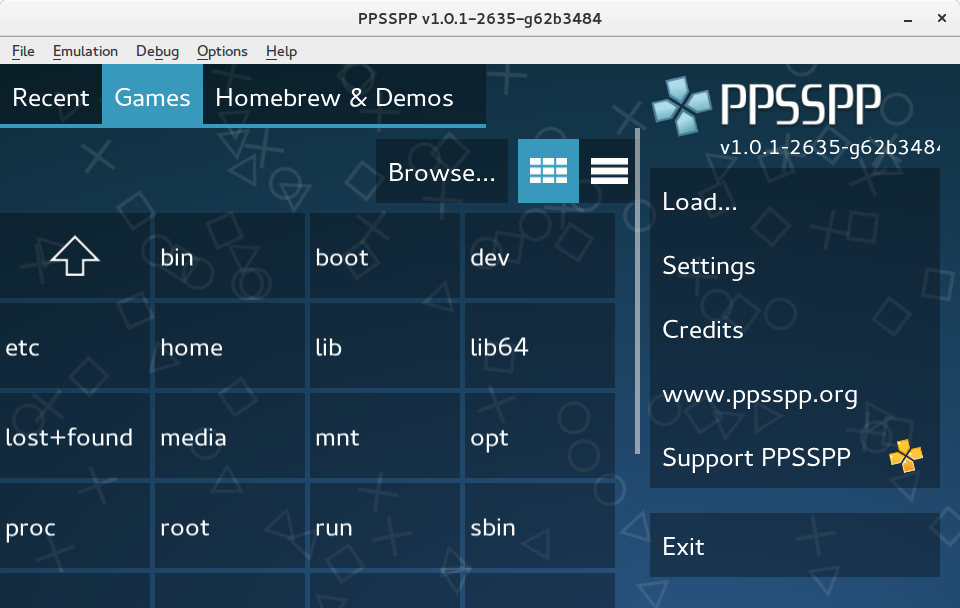
PPSSPP 1.0.1-2635-g62b3484主介面。 使用 Qt 支援構建，在 Fedora 22 中運行。

PPSSPP自创立以来，一直注重可移植性的改善，尽可能支持更多平台与操作系统。PPSSPP最初只在Windows与Android平台运行，但开发团队很快就跟进了BlackBerry 10、Symbian、macOS、Linux等系统的支持。由于软件以GPLv2协议授权，非官方开发者也能对项目代码进行修改，将PPSSPP移植到iOS、树莓派、龙芯、Maemo、MeeGo等更多平台。PPSSPP曾被移植到Xbox 360上，尽管相关代码已停止更新，移植者仍保留了大端序（Big-endian）处理器与DirectX兼容显卡的支持代码。
为了进一步提升可移植性，PPSSPP还使用SDL、Qt这两个跨平台开发库。Qt前端能改善PPSSPP对Symbian等平台支持，并成为所有支持Qt平台系统的备用界面。
PPSSPP还支持在v1.5.4版本中添加的Vulkan API，它可以在支持的设备上提供巨大的性能提升。 

## 兼容性
有将近一千款PSP游戏在PPSSPP上可玩并能流畅运行，只有少数游戏存在一些问题。

## 外部連結
- PPSSPP官方网站（页面存档备份，存于）（英文）&（中文）
- PPSSPP GitHub项目页面（页面存档备份，存于）（英文）
- PPSSPP官方论坛（页面存档备份，存于）（英文）
- Google Play上的PPSSPP Android应用程序（页面存档备份，存于）